# Przedmieście Czudeckie
Przedmieście Czudeckie – wieś w Polsce położona w województwie podkarpackim, w powiecie strzyżowskim, w gminie Czudec. 
| SIMC    | Nazwa                | Rodzaj     |
| ------- | -------------------- | ---------- |
| 0648570 | Budy Babickie        | przysiółek |
| 0648586 | Przedmieście Małe    | część wsi  |
| 0648592 | Przedmieście Wielkie | część wsi  |
| 0648600 | Przylasek            | część wsi  |
| 0648617 | Wola Czudecka        | część wsi  |
| 0648623 | Wólka                | część wsi  |
| 0648630 | Zawisłocze           | przysiółek |

W latach 1975–1998 miejscowość administracyjnie należała do województwa rzeszowskiego.